# 水谷氏
水谷氏（みずのやし）は、藤原北家秀郷流近藤氏の氏族。日本の戦国時代から江戸時代初期の結城氏の重臣、特に結城四天王として数えられる水谷勝俊の一族がある。
江戸時代には結城氏から独立して大名となるが、嗣子がなく絶家。庶子が旗本として家名を残した。

## 歴史

### 結城合戦
永享9年（1437年）、鎌倉公方の足利持氏と関東管領の上杉憲実との対立が深まった結果、永享の乱が起こる。憲実に救援を請われた室町幕府6代将軍足利義教は討伐軍を派遣、持氏は自害した。乱後の永享12年（1440年）、義教がその実子を新たな鎌倉公方として下向させようとすると、これに反発した持氏残党が持氏の遺児である春王丸、安王丸を奉じて常陸中郡木所城（現・茨城県桜川市）で挙兵。春王丸らは結城氏朝を頼り、小栗、伊佐の庄（いずれも現在の茨城県筑西市）経由で結城城（現・茨城県結城市）に入る。突然の入城に動揺した結城家家老たちは春王丸らの受け入れに反対、髻を落として出家のうえ城を出た。
唯一、水谷伊勢守（水谷時氏）だけは「乱を見て捨てるは弓矢の道ならず、力無くとも討ち死にするより道はあるまい」として城に留まり、主君とともに死する道を選んだという。一方、義教は春王丸らの挙兵に対して結城城に大軍を派遣、いわゆる結城合戦が勃発する。結城城は長く幕府方の攻撃に持ちこたえたが、永享13年（1441年）4月に落城。安王丸と春王丸は捕らえられた後に殺され、水谷伊勢守は氏朝やその子持朝とともに討死した。
なお、結城合戦で実験にかけられた首のなかに、水谷姓の水谷大炊助の首がみえる（『永享記』『永享後記』）。

### 戦国時代から江戸時代
1478年（文明10年）結城直光のころ、水谷勝氏が下館城を築城し、水谷氏代々の居城となった。
1545年（天文14年）、下野国宇都宮氏に備えて6代正村（蟠竜斎）が常陸久下田城を築城。宇都宮氏の攻撃を受けるが撃退する。
勝氏から数えて7代勝俊のころの関ヶ原の戦いの功績により、結城氏から独立して常陸国下館3万1千石を安堵されて城主大名に列した。寛永の高直しによって石高は4万7千石に改められる。
1639年（寛永16年）に備中国川上郡、播磨国美嚢郡内5万石備中国川上郡成羽へ3千石加増で国替え。1642年（寛永19年）に備中国松山5万石へと移封され、松山藩政の基礎を築いた。ちなみに、備中松山城の現存天守は水谷氏の改修によって現在の姿となったものである。
1693年（元禄6年）備中松山水谷家の3代勝美に嗣子なく、弟勝時を後継者としてたてたが、家督相続が許されず除封、大名水谷家は絶家となった。
勝時はのちに、3千石を与えられて旗本として家督を相続し、旗本水谷家は明治維新を迎えるまで存続した。
1536年(天文5年)弁才天信仰が篤かった水谷伊勢守勝隆は、寛永寺を創建した天海大僧正と謀り、上野不忍池に弁財天社(現不忍池弁天堂)を建立する。
上野不忍池に弁財天社(現不忍池弁天堂)を建立すると同時に水谷家の下屋敷(現台東区竜泉)内に屋敷神として弁財天を祀ったのが、朝日弁財天(水乃谷弁天院)として祀られ、現在は下谷七福神の弁財天となっている。

## 出自
水谷氏の出自には諸説がある。一説には鎌倉時代、藤原秀郷の七世の孫である島田景頼の子・親実が、陸奥国岩城郡水谷の地頭となり、水谷を称したのが始まりという。親実は田村仲教（清和源氏頼親流田村氏）の子・仲能を養子とし、仲能は関東評定衆に任ぜられて鎌倉亀ケ谷に屋敷を構えた。仲能の子・重輔と、重輔の子・清有（岩城郡の石川有光の子で、重輔の養子となる）は六波羅評定衆となる。後に清有は陸奥国行方郡猿田七郷を領して猿田に住し、その館は猿田御所と呼ばれたという。後にその一流が常陸国に移って結城朝広に仕えたとされている。
小山氏の乱後、再興された小山氏の当主として結城氏から小山泰朝が送られた際に水谷氏もこれに従い、このため水谷氏は時期によって小山氏・結城氏両方の被官の時代が存在するとされている。水谷氏の軍記として、『水谷家譜』があるが江戸時代に成立した同書には全く内容が異なる2種（東京大学史料編纂所架蔵本と静嘉堂文庫本）がある。これは結城氏との関係が強かった時期と独立した大名として確立した時期にそれぞれ編纂されたものとみられ、当時の水谷氏の立場を示すものと考えられている。